# イタリアのチーズ

## イタリアのチーズ一覧
- モッツァレッラ
- リコッタ
- マスカルポーネ

- DOPチーズ
  - アジアーゴ
  - ヴァッレ・ダオスタ・フロマドゾ
  - ヴァルテッリーナ・カゼーラ
  - カショッタ・ドゥルビーノ
  - カステルマーニョ(クーネオ県)
  - カチョカヴァッロ・シラーノ
  - カネストラーノ・プリエーゼ
  - クアルティローロ・ロンバルド
  - グラナ・パダーノ
  - ゴルゴンゾーラ
  - スプレッサ・デッレ・ジュディカリエ
  - タレッジョ
  - トーマ・ピエモンテーゼ
  - パルミジャーノ・レッジャーノ
  - ビット
  - フィオーレ・サルド
  - フォンティーナ(アオスタ県)
  - フォルマイ・デ・ムット・デッラルタ・ヴァッレ・ブレンバーナ
  - ブラ
  - プロヴォローネ・ヴァルパダーナ
  - ペコリーノ・ロマーノ
  - ペコリーノ・サルド
  - ペコリーノ・シチリアーノ
  - モンタジオ
  - ムラッツァーノ
  - モンテ・ヴェロネーゼ
  - モッツァレッラ・ディ・ブーファラ・カンパーナ
  - ラグサーノ
  - ラスケーラ
  - ロヴィオラ・ディ・ロッカヴェラーノ

- カース・マルツゥ
- ブッラータ
- ストラッキーノ

## 文献
アンドリュー・ドルビー『チーズの歴史』（ブルース・インターアクションズ、2011年）ISBN 978-4-86020-426-6